# Julkalendern i Sveriges Television
Julkalendern i Sveriges Television, fram till 1971 Adventskalendern, är en, inför jul, årligen återkommande TV-serie i SVT. Det kommer en ny varje år, som har anknytning till en samtidigt utgiven papperskalender.

## Historia
Idén med serie som sänds som en adventskalender hade uppfunnits i Sveriges Radio 1957 och fördes över till TV 1960 när Titteliture visades. Den sändes från första advent vilket det året råkade sammanfalla med 1 december och var då även samma produktion som i Sveriges Radios julkalender. Efterföljande adventskalendrar följde i traditionen att börja sända samma serie i radio som i TV med första avsnittet på första advent och därför kunde antalet avsnitt också variera från år till år. Vid den här tiden var vissa julkalendrar inte egna programpunkter utan korta avsnitt som ingick i andra program.
Vid utgivningen av Julbåten Juliana 1961 släpptes det dessutom en papperskalender med luckor som kunde öppnas med koppling till den dagens avsnitt.
Gumman som blev liten som en tesked från 1967 med Birgitta Andersson i huvudrollen blev så populär att den 1976 visades i repris i TV och radio som det årets julkalender och 1973 spelades det också in en uppföljare i färg med samma skådespelare. Herkules Jonssons storverk från 1969 blev den första julkalendern att visas i färg och Broster Broster från 1971 blev den första serien att kallas julkalender istället för adventskalender i tablåerna.
Mumindalen från 1973 sändes i TV 2 som inte alla hade tillgång till och var dessutom den första kalendern att inte vara samma som i radio.
Från och med 1978 sänds första avsnittet däremot från och med 1 december fram till julafton den 24 december med undantag 1992 när Klasses julkalender började sändas första advent den 29 november.
1979 sändes Trolltider som blev så efterfrågad att den gick i repris 1985. Inför 1987 års julkalender hade SVT fått påtryckning att visa mer kristet innehåll eftersom julen trots allt var en kristen högtid. Detta ledde till att julkalendern Marias barn sändes vilket trots detta väckte upprörda känslor bland tittare, även i kristna kretsar.
Fram mot slutet av 1980-talet blev det vanligare att julkalendrarna bygger på litterära förlagor, som exempel Ture Sventon privatdetektiv från 1989 efter böckerna om Ture Sventon av Åke Holmberg och Sunes jul från 1991 som bygger på böckerna om Sune och hans familj av Anders Jacobsson och Sören Olsson samt Tomtemaskinen från 1993 som bygger böckerna om Pettson och Findus av Sven Nordqvist.
1992 års julkalender Klasses julkalender sändes live och var ovanligt långa (runt 30 minuter) och började första advent istället för 1 december som tidigare och efterföljande kalendrar.
Mysteriet på Greveholm från 1996 blev så populär att den följdes upp i 2012 års julkalender Mysteriet på Greveholm – Grevens återkomst. Pelle Svanslös från 1997 blev också den väl mottagen och år 2000 släpptes filmen Pelle Svanslös och den stora skattjakten med samma skådespelare.
Från runt mitten av 2000-talet började ett mer omfattande samarbete mellan SVT och de andra nordiska public service-bolagen där SVT exempelvis visat de andra bolagens julkalendrar som tillägg till sin ordinarie det året eller på andra tider. Efterhand blev det också vanligare att serier dubbas från att tidigare växlat mellan textning och dubbning.
2020 var det 60 år sedan den första julkalendern Titteliture sändes i SVT. Detta uppmärksammade SVT genom att sätta upp en hemsida dedikerad julkalendrarna där besökare kunde titta på klipp från tidigare julkalendrar, diskutera dem och rösta på sin favorit. Klippen lades sedan upp på SVT Play.

## Utgivning
De flesta julkalendrar finns bevarade i sin helhet i Sveriges Televisions arkiv, dock finns bara enstaka avsnitt bevarade av julkalendrarna ifrån år 1962, 1964, 1965 och 1966. Flera julkalendrar, framför allt de senare produktionerna, har även getts ut samlade på VHS och DVD. Någon har också visats i repris i Barnkanalen. Ett urval brukar vara tillgängligt för allmänheten i SVT:s Öppet arkiv kring jul. Julkalendern 2015 utgör ett undantag, där en rättighetstvist stoppat återutgivning. 2020 meddelade SVT att de slutat ge ut nya DVD-utgåvor till försäljning även om produktionsbolagen själva kan fortsätta ge ut julkalendrar.[källa behövs]

## Papperskalendrar

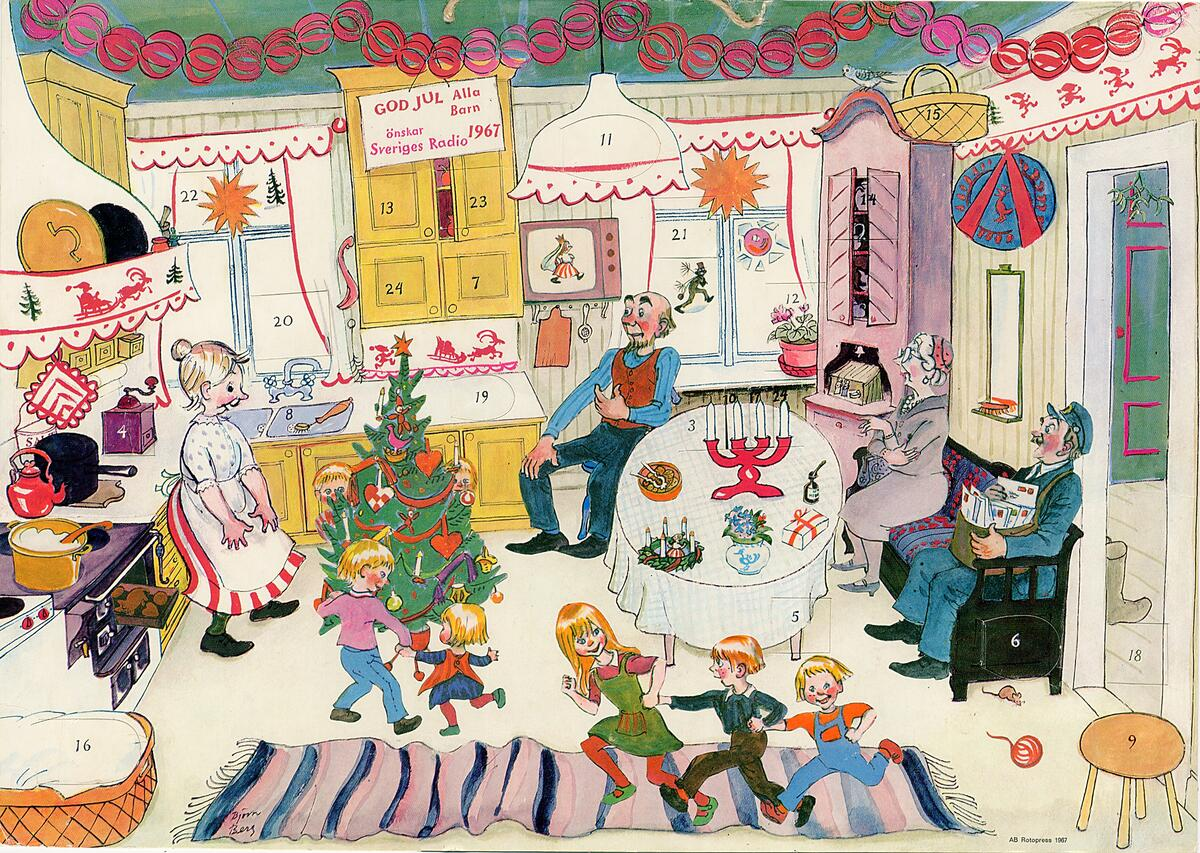
Papperskalender till 1967 års julkalender Gumman som blev liten som en tesked, illustrerad av Björn Berg

I samband med att julkalendern visas utges det en tillhörande papperskalender med anknytning till årets TV-kalender som har tecknats av olika personer från år till år. Kalendrarna har oftast haft lika många luckor som avsnitt i TV-kalendern. Sedan 1960 trycks papperskalendrarna i Sågmyra.
Papperskalendrarna har ställts ut i Falun, på Nordiska museet kring julen 2004 (Sveriges Radio & TV:s samling) och på Teckningsmuseet i Laholm kring julen 2022 (privat samling).

### Upplagenivåer
I början av december 1993 rapporterades i media att årets julkalender sålt slut, eller åtminstone verkade ha sålt slut på de flesta ställen, vilket var första gången på flera år. Sedan några år tillbaka trycktes kalendrarna i 560 000 exemplar, vilket senaste åren resulterat i en restupplaga på omkring 50 000 exemplar. Den markanta försäljningsökningen förklarades med att "Sven Nordqvist och Pettson är otroligt populära". Vid Teskedsgumman-reprisen 1976 såldes 900 000 exemplar (i en tid då barnkullarna var större än i 1990-talets början), vilket gällde som rekord fram till åtminstone 1994.

### Omslag
Fram till 1988 distribuerades de enskilda kalendrarna separat. Men från och med 1989 distribueras papperskalendrarna tillsammans med julkalendern i Sveriges Radio.

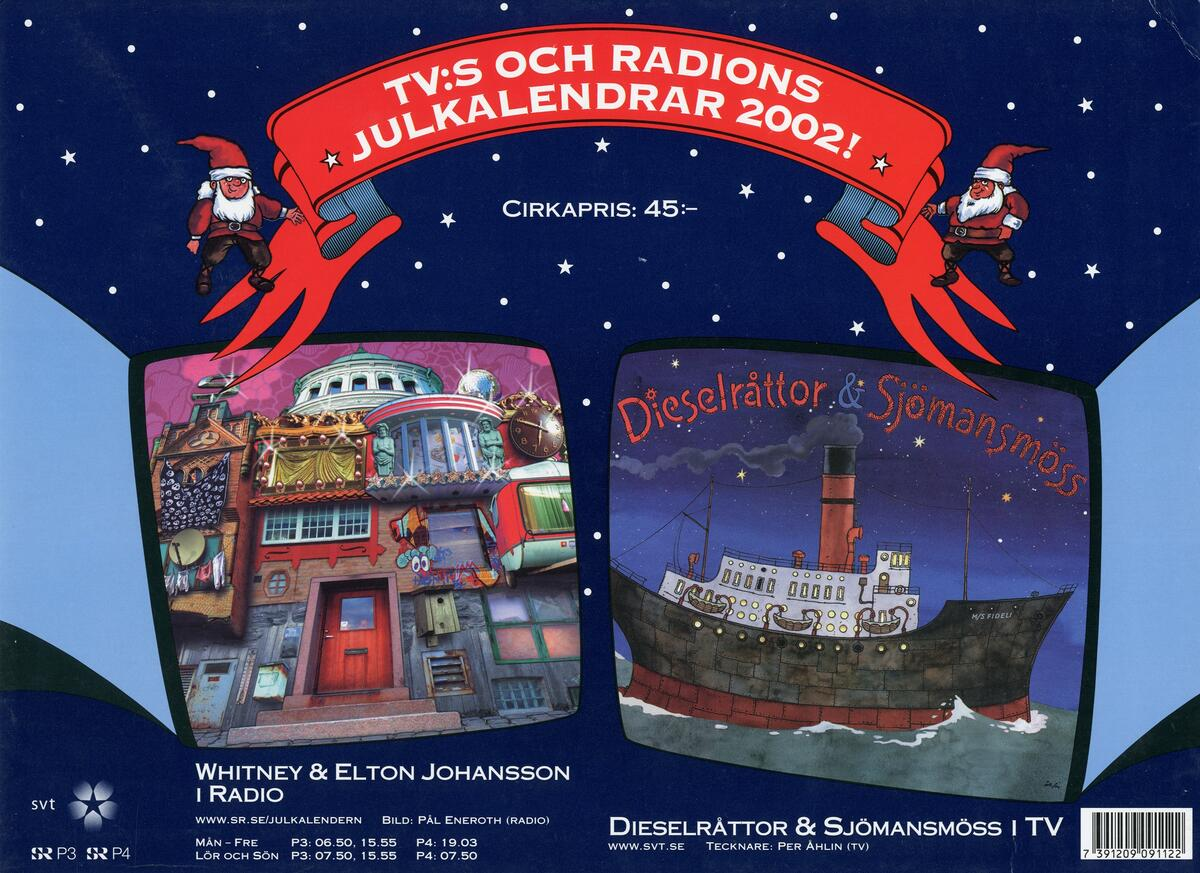
Detta blåa omslag användes mellan 1989 och 2002. Här Dieselråttor och sjömansmöss (TV) och Whitney och Elton Johansson (radio).
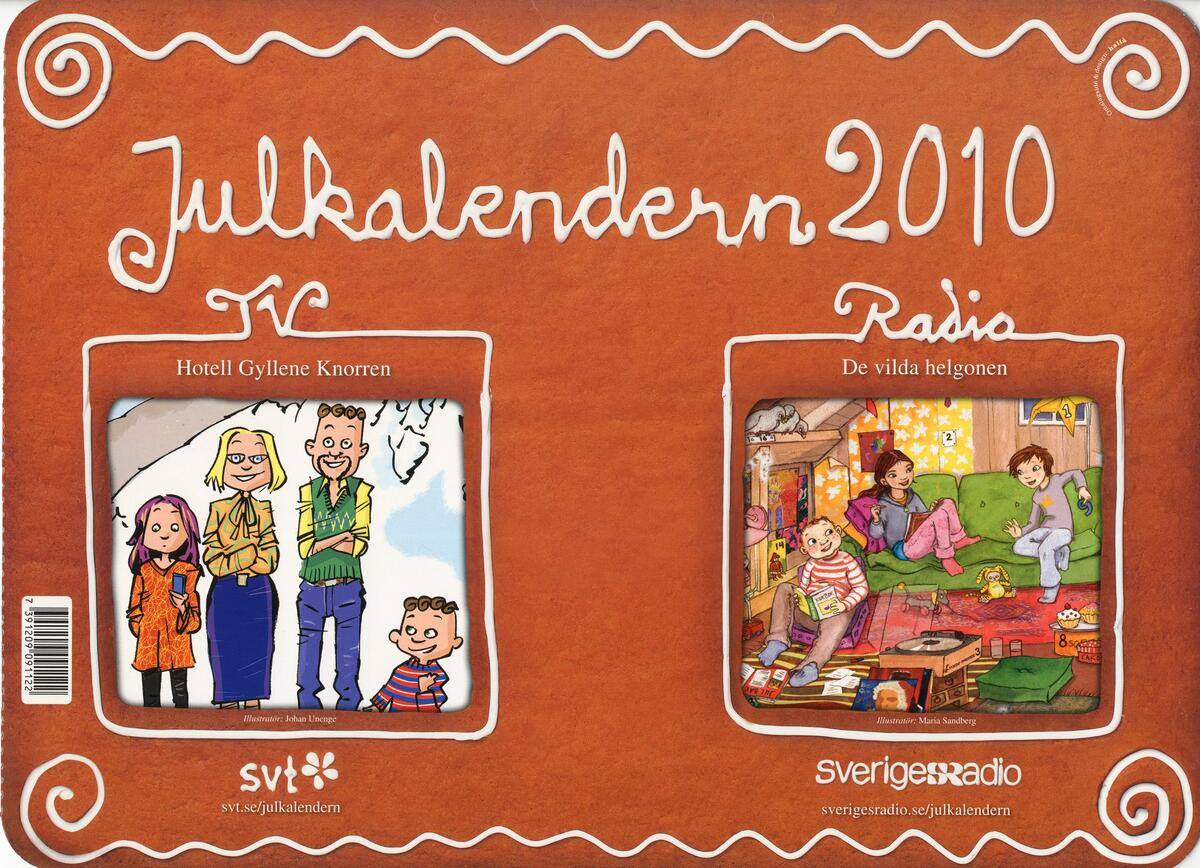
Detta pepparkaksfärgade omslag användes mellan 2003 och 2013. Här Hotell Gyllene Knorren (TV) och De vilda helgonen (radio).
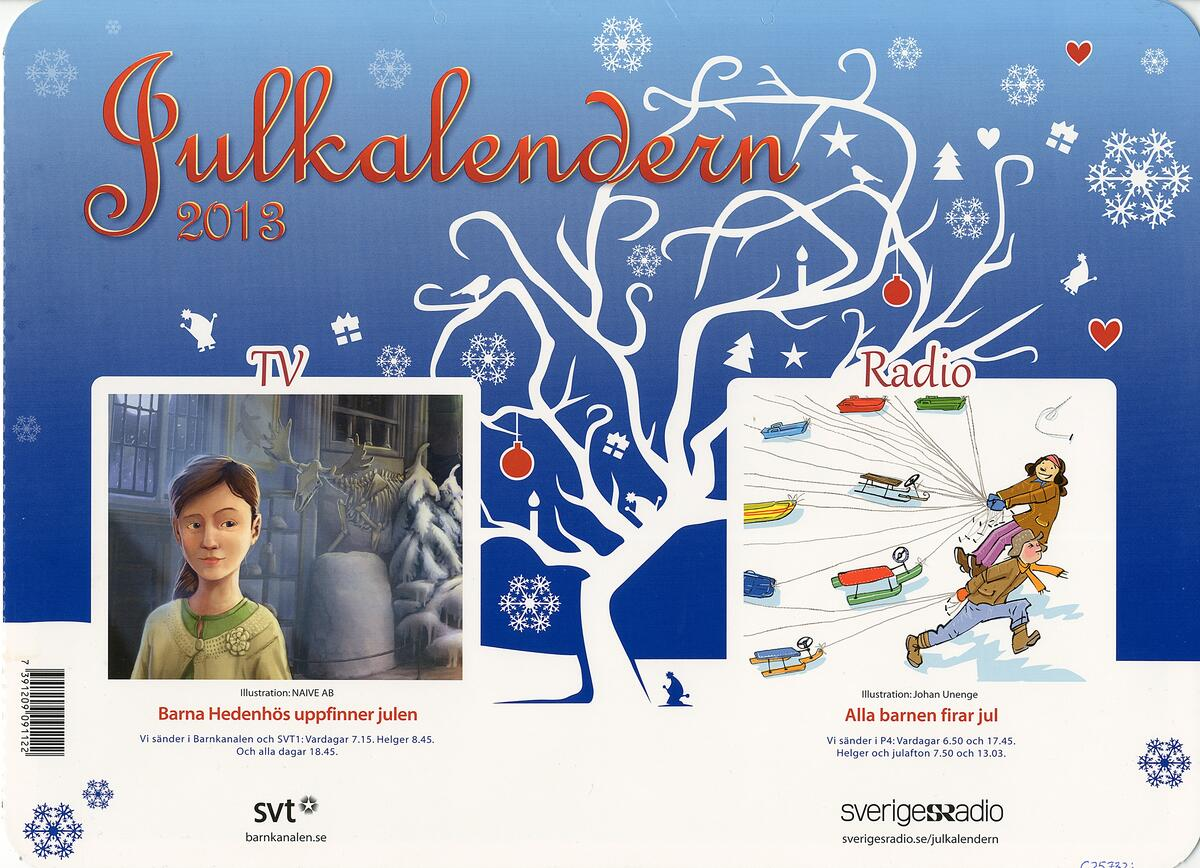
Detta blåvita omslag användes mellan 2013 och 2020. Här Barna Hedenhös uppfinner julen (TV) och Alla barnen firar jul (radio).

## Mottagande
Julkalendrarna har avlöst varandra och med tiden blivit en jultradition, särskilt för barn.
Flera av julkalendrarna har väckt starka känslor hos tittare och recensenter och blivit föremål för kontroverser. Ofta har kritiken handlat om vad som anses olämpligt att visa för barn och otillbörliga budskap om exempelvis politik, religion och reklam. Granskningsnämnden har vissa år mottagit tiotals anmälningar till följd av kritiken.
År 1999 kunde allmänheten rösta fram vilken julkalender som varit den bästa på TV hittills. Vinnaren blev då Mysteriet på Greveholm, tätt följd av Sunes jul, Gumman som blev liten som en tesked och Trolltider.[källa behövs] År 2016 anordnade Öppet arkiv en omröstning som över 13 000 personer deltog i och där röstades Sunes jul fram som den bästa, följt av Mysteriet på Greveholm, Trolltider och Gumman som blev liten som en tesked.

## Julkalendern i Sveriges Television genom tiderna
| År   | Titel                                                                                      | Manus | Regi                                                                    | DVD-utgåva                   | Tecknare av papperskalendern                             | Lucköppnare                                                                      | Anmärkningar |
| ---- | ------------------------------------------------------------------------------------------ | --- | ----------------------------------------------------------------------- | ---------------------------- | -------------------------------------------------------- | -------------------------------------------------------------------------------- | --- |
| 1960 | Titteliture                                                                                | Gösta Knutsson                                                                                                   |                                                                         | –                            | Thor Lindmark                                            |                                                                                  | Premiären var den 27 november. Anledningen till detta var att man vid denna tid inledde adventskalendern på första advent och inte den 1 december. Eftersom man det här året inte sände TV på onsdagar fick serien därmed 24 avsnitt. |
| 1961 | Julbåten Juliana                                                                           | Hans Peterson |                                                                         | –                            | Marie-Louise Piehl                                       | Yvonne Scheldt                                                                   | |
| 1962 | Tomtefamiljen i Storskogen                                                                 | |                                                                         | –                            | Gunilla Hansson                                          |                                                                                  | |
| 1963 | Den tänkande brevbäraren                                                                   | Ingrid Edström                                                                                                   | Ingrid Edström                                                          | –                            | Ilon Wikland                                             |                                                                                  | Denna kalender är även känd som Brevbäraren vid TV-gatan (i radio hette den Brevbäraren vid Radiogränd) och brevbäraren spelades av Sören Alm. |
| 1964 | Lill-Stina på reportage i Storskogen                                                       | |                                                                         | –                            | Ingrid Jenssen                                           |                                                                                  | I radio hette kalendern En gård nära Tomteskogen i Vilhelmina. |
| 1965 | Farbror Pekkas handelsbod                                                                  | Lars Björkman |                                                                         | –                            | Inga Borg                                                |                                                                                  | Denna kalender är även känd som Diversehandeln |
| 1966 | En småstad vid seklets början                                                              | | Allan Rune Pettersson                                                   | –                            | Ulf Löfgren                                              |                                                                                  | I radio hette kalendern En jul för 50 år sedan. |
| 1967 | Gumman som blev liten som en tesked                                                        | Alf Prøysen, Christina Lagerson och Kjell Melin                                                                  | Christina Lagerson                                                      | 21 oktober 2009              | Björn Berg                                               |                                                                                  | Serien bestod av 22 avsnitt och började den 3 december. 1973 gjordes nya avsnitt i färg i en serie, som hette Teskedsgumman, men som inte var julkalender. |
| 1968 | Klart spår till Tomteboda                                                                  | Karl-Aage Schwartzkopf                                                                                           |                                                                         | –                            | Eric Palmquist                                           |                                                                                  | |
| 1969 | Herkules Jonssons storverk                                                                 | Tage Danielsson                                                                                                  | Tage Danielsson                                                         | 26 oktober 2006              | Per Åhlin                                                |                                                                                  | Detta var första gången julkalendern gjordes i färg. Serien bestod av 25 avsnitt och började 30 november. |
| 1970 | Regnbågslandet                                                                             | Robert Benson | Robert Benson                                                           | –                            | Robert Benson                                            |                                                                                  | |
| 1971 | Broster Broster                                                                            | Lasse Forsberg och Tore Palm                                                                                     | Lasse Forsberg                                                          | –                            | Kaj Beckman och Per Beckman                              |                                                                                  | Detta var första året som programmet kallades Julkalendern istället för Adventskalendern. |
| 1972 | Barnen i Höjden                                                                            | Leif Krantz | Leif Krantz                                                             | 23 oktober 2013              | Torsten Bergentz                                         |                                                                                  | |
| 1973 | Mumindalen                                                                                 | Pi Lind baserat på verk av Tove Jansson och Lars Jansson                                                         | Pi Lind och Ingegerd Lönnroth                                           | 26 oktober 2005              | Lars Jansson                                             |                                                                                  | Detta var första gången kalendern sändes i TV 2, en kanal som inte alla i Sverige kunde få in vid denna tid. Dessutom var det första gången det inte var samma kalender i TV och radio. |
| 1974 | Rulle på Rullseröd                                                                         | Olle Mattson och Anita Mattson                                                                                   | Hans Abramson                                                           | 24 oktober 2012              | Hans Westman                                             | Karin Falck                                                                      | |
| 1975 | Långtradarchaufförens berättelser                                                          | Beppe Wolgers | Beppe Wolgers                                                           | –                            | Per Åhlin                                                |                                                                                  | |
| 1976 | Gumman som blev liten som en tesked                                                        | Alf Prøysen, Christina Lagerson och Kjell Melin                                                                  | Christina Lagerson                                                      | 21 oktober 2009              | Björn Berg                                               |                                                                                  | Repris från 1967. |
| 1977 | Fem myror är fler än fyra elefanter                                                        | Magnus Härenstam, Brasse Brännström, Lasse Haglund och Bengt Linné                                               |                                                                         | 26 november 2008             | Owe Gustafson                                            | Magnus, Brasse och Eva                                                           | Den ursprungliga serien sändes 1973 och 1974. Här hade man tagit delar ur den och lagt till sekvenser med lucköppning med seriens tre huvudfigurer Magnus, Brasse och Eva. I stället för luckor hade kalendern klisterlappar och dessa var inte numrerade, utan försedda med bokstäver. Eftersom man i varje avsnitt gick igenom en av alfabetets bokstäver hade denna kalender 28 avsnitt och började därför redan den 27 november (vilket också sammanföll med första advent). Lucköppningarna och delar av avsnitten finns på DVD-samlingsboxen med den ursprungliga serien. |
| 1978 | Julkalendern (också kallad Julius Julskötare efter huvudrollen, alternativt Kalenderhuset) | Björn Barlach och Åke Cato                                                                                       | Björn Barlach och Kari Thomée                                           | 23 oktober 2013              | Ewert Karlsson (EWK)                                     | Björn Skifs (Julius Julskötare)                                                  | Sedan detta år börjar julkalendern 1 december istället för första advent (undantaget 1992 års julkalender). |
| 1979 | Trolltider                                                                                 | Maria Gripe och Camilla Gripe                                                                                    | Christina Lagerson                                                      | 19 november 2001             | Måd Olsson-Wannefors                                     | Pernilla Glaser                                                                  | |
| 1980 | Det blir jul på Möllegården                                                                | Åke Arenhill och Allan Schulman                                                                                  | Allan Schulman                                                          | –                            | Åke Arenhill                                             |                                                                                  | |
| 1981 | Stjärnhuset                                                                                | Maj Samzelius och Annika de Ruvo                                                                                 | Annika de Ruvo                                                          | 26 oktober 2011              | Elisabeth Nyman                                          |                                                                                  | |
| 1982 | Albert & Herberts julkalender                                                              | Ray Galton, Alan Simpson, Sten-Åke Cederhök och Bo Hermansson                                                    | Bo Hermansson                                                           | 23 oktober 2002              | Hans Westman                                             | Sten-Åke Cederhök (Albert Karlsson) och Tomas von Brömssen (Herbert Karlsson)    | En fortsättning på den populära 1970-tals-TV-serien Albert & Herbert. |
| 1983 | Lille Luj och Änglaljus i strumpornas hus                                                  | Staffan Westerberg                                                                                               | Staffan Westerberg                                                      | 26 oktober 2011              | Anita Kajaste                                            |                                                                                  | Staffan Westerbergs figurer Lillstrumpa och Syster Yster dök upp för första gången. |
| 1984 | Julstrul med Staffan & Bengt                                                               | Hans Fällman och Benny Karlsson                                                                                  | Arne Eriksson                                                           | 24 oktober 2007              | Gunilla Guldbrand och Anita Brännström                   |                                                                                  | Staffan och Bengt hade gjort jullovsmorgonsprogrammet Julkul med Staffan & Bengt några år tidigare. |
| 1985 | Trolltider                                                                                 | Maria Gripe och Camilla Gripe (Trolltider) resp. Ebbe Schön (trollkalendern)                                     | Christina Lagerson (Trolltider)                                         | 19 november 2001             | Bengt Arne Runnerström                                   |                                                                                  | Repris från 1979. Tillägg med Ebbe Schön. |
| 1986 | Julpussar och stjärnsmällar                                                                | Håkan Jaensson och Arne Norlin baserat på verk av Hans-Eric Hellberg                                             | Tomas Löfdahl                                                           | 20 oktober 2010              | Tord Nygren                                              | Allan Svensson                                                                   | Efter varje avsnitt klippte Allan Svensson till synes slumpmässigt och okontrollerat i en hög med papper för att sedan plocka upp ett urklipp som passade in i avsnittets handling. Detta urklipp hängde han upp i en gran som allteftersom serien gick fylldes med vita papperslappar. Efter sista avsnittet fylldes studion av de medverkande skådespelarna och lapparna färglades. |
| 1987 | Marias barn                                                                                | baserat på verk av Cecil Bødker, i sin tur baserat på Bibeln                                                     |                                                                         | –                            | Bengt Arne Runnerström                                   | Björnes magasin                                                                  | En illustrerad version av Cecil Bødkers romaner om Maria och Jesus. Ulla Sjöblom var berättare. |
| 1988 | Liv i luckan med julkalendern                                                              | barn och ungdomar i åldrarna 10-17 år                                                                            | Staffan Ling                                                            | 31 oktober 2012              | Sven Nordqvist                                           | Staffan Ling                                                                     | Barn från hela landet hade fått skriva små berättelser, som dramatiserades i kalendern. Staffan Ling var programledare och detta var första gången kalendern var direktsänd, eftersom det runtomkring berättelserna var tävlingar, där man kunde ringa till programmet och tävla. |
| 1989 | Ture Sventon privatdetektiv                                                                | Birgit Hageby baserat på verk av Åke Holmberg                                                                    | Torbjörn Ehrnvall                                                       | 26 oktober 2005              | Ellen Auensen                                            | Ewa Munther, Lars Åkerlund, Chris Collins, Kristina Westerholm och Tomas Löfdahl | Fick en uppföljare i filmen T. Sventon och fallet Isabella 1991. |
| 1990 | Kurt Olssons julkalender                                                                   | Lasse Brandeby och Håkan Wennberg                                                                                | Håkan Wennberg                                                          | 20 oktober 2004              | Folke Strömbäck                                          | Hans Wiktorsson (Arne Nyström)                                                   | Figurerna Kurt Olsson och Arne Nyström hade först dykt upp i Göteborgs lokalradio och fick en egen rikssänd TV-serie (Kurt Olssons television) 1987. |
| 1991 | Sunes jul                                                                                  | Anders Jacobsson och Sören Olsson                                                                                | Stephan Apelgren                                                        | 20 oktober 2004              | Sonja Härdin                                             | Anders Jacobsson och Sören Olsson                                                | Ursprungen planerades Barna Hedenhös bli årets julkalender. Fick även en uppföljare i långfilmen Sunes sommar 1993. |
| 1992 | Klasses julkalender                                                                        | Klasse Möllberg                                                                                                  |                                                                         | 21 oktober 2009              | Svante Lundin                                            | Klasse Möllberg                                                                  | Andra gången julkalendern har varit direktsänd, eftersom programledaren Klasse Möllberg hade tävlingar, där man kunde ringa in och tävla. Ovanligt långa avsnitt (30 minuter) och dessutom var det 26 stycken, eftersom kalendern började första advent (29 november). |
| 1993 | Tomtemaskinen                                                                              | Birgit Hageby baserat på verk av Sven Nordqvist                                                                  | Torbjörn Ehrnvall                                                       | 19 november 2001             | Sven Nordqvist                                           | Peter Harryson och Thomas Roos                                                   | |
| 1994 | Håll huvet kallt                                                                           | Viveca Lärn | Filippa Wallström                                                       | 20 oktober 2010              | Eva Eriksson                                             | Viveca Lärn                                                                      | |
| 1995 | Jul i Kapernaum                                                                            | Torbjörn E Jansson                                                                                               | Tomas Löfdahl                                                           | 27 oktober 2006              | Eva-Marie Wadman                                         | Johan Anderblad                                                                  | Varje avsnitt bestod av två delar − ett äventyr som fortsatte under hela serien och spelades av människor samt en dockteater med tre olika uppsättningar figurer (Magister Munter, Bio Rio och Fru Dito) med avslutade historier i varje avsnitt. Allting gavs ut på VHS, men på DVD-utgåvan finns endast äventyret med människor med. |
| 1996 | Mysteriet på Greveholm                                                                     | Dan Zethraeus och Jesper Harrie                                                                                  | Dan Zethraeus och Jesper Harrie                                         | 19 november 2001             | Peter Nyrell                                             | Morgan Alling och Lasse Beischer                                                 | Första julkalendern som hade sin egen webbsida. Det var även premiär för CD-ROM-versionen av julkalendern detta år som fick två uppföljare. 2012 års julkalender är en uppföljare till denna. |
| 1997 | Pelle Svanslös                                                                             | Anna Fredriksson, Jonas Frykberg och Pernilla Oljelund baserat på verk av Gösta Knutsson                         | Mikael Ekman                                                            | 19 november 2001             | Ellen Auensen                                            | Johan Anderblad, Bolibompa                                                       | Den fick en uppföljare i filmen Pelle Svanslös och den stora skattjakten 2000. |
| 1998 | När karusellerna sover                                                                     | Hasse Alfredson.                                                                                                 | Arne Lifmark                                                            | 27 oktober 2006              | Gunilla Wärnström                                        | Kaninen                                                                          | |
| 1999 | Julens hjältar                                                                             | Johan Bogaeus | Stephan Apelgren                                                        | 19 november 2001             | Ulrika Wolff                                             | Johan Anderblad                                                                  | |
| 2000 | Ronny & Julia                                                                              | Måns Gahrton, Johan Unenge, Maria Karlsson och Christjan Wegner baserat på verk av Gahrton och Unenge            | Christjan Wegner                                                        | 27 oktober 2006              | Johan Unenge                                             |                                                                                  | |
| 2001 | Kaspar i Nudådalen                                                                         | Hans Rosenfeldt och Pernilla Oljelund baserat på verk av Mikael Engström                                         | Åsa Kalmér och Maria Weisby                                             | 24 oktober 2002              | Jens Ahlbom                                              | Bolibompa                                                                        | |
| 2002 | Dieselråttor och sjömansmöss                                                               | Carina Dahl och Jakob Söe-Pedersen                                                                               | Jakob Söe-Pedersen                                                      | 22 oktober 2003              | Per Åhlin                                                | Brasse Brännström (kapten Enok)                                                  | |
| 2003 | Håkan Bråkan                                                                               | Anders Jacobsson och Sören Olsson                                                                                | Hannes Holm                                                             | 20 oktober 2004              | Pontus Wahlström, Patrik Berg och Carl Åstrand           | Axel Skogberg (Håkan Bråkan) tillsammans med Bolibompas programledare            | Fick även en uppföljare i långfilmen Håkan Bråkan & Josef 2004. Detta år bytte papperskalendern design och dess omslag fick ett nytt utseende. |
| 2004 | Allrams höjdarpaket                                                                        | Martin Olczak | Petter Lennstrand                                                       | 25 november 2005             | Paul Kühlhorn och Eva Liljefors                          | Allram & Tjet                                                                    | Huvudpersonerna Allram Eest och Tjet dök upp redan i TV-serien Allra mest tecknat 2002. |
| 2005 | En decemberdröm                                                                            | Klas Östergren                                                                                                   | Tomas Alfredson                                                         | 27 oktober 2006              | Ernst Billgren (text) Per Hanstorp (foto)                | Bolibompa                                                                        | |
| 2006 | Lasse-Majas detektivbyrå                                                                   | Sara Heldt och Pia Gradvall baserat på verk av Martin Widmark och Helena Willis                                  | Henrik Georgsson                                                        | 7 februari 2007              | Helena Willis                                            |                                                                                  | Första Julkalendern som sänds i HDTV (720p). Fick även en uppföljare i långfilmen Lasse-Majas detektivbyrå – Kameleontens hämnd 2008. |
| 2007 | En riktig jul                                                                              | Hans Rosenfeldt och Pernilla Oljelund                                                                            | Simon Kaijser                                                           | 21 november 2008             | Christina Alvner                                         |                                                                                  | Baserad på boken "Elfrid och Milas riktiga jul" av Pernilla Oljelund. |
| 2008 | Skägget i brevlådan                                                                        | Måns Nilsson och Kalle Lind                                                                                      | Fredrik Boklund                                                         | 21 oktober 2009              | Peter Nyrell                                             | Nassim Al Fakir                                                                  | Huvudpersonerna i denna kalender förekom även i Radions Julkalender detta år men med en annan handling |
| 2009 | Superhjältejul                                                                             | Jan Vierth, Anders Sparring och Pasqual Vallin Johansson                                                         | Carl Englén                                                             | 20 oktober 2010              | Niklas Asker                                             | Bolibompa                                                                        | Huvudpersonerna Supersnällasilversara och Stålhenrik dök först upp i SVT:s barnprogram Bolibompa och sedan i sin egen TV-serie 2005. |
| 2010 | Hotell Gyllene Knorren                                                                     | Måns Gahrton och Johan Unenge                                                                                    | Mikael Syrén                                                            | 26 januari 2011              | Johan Unenge                                             | Bolibompa                                                                        | Den första kalendern som även sändes i en teckentolkad version. Fick även en uppföljare i långfilmen Hotell Gyllene Knorren – filmen 2011. |
| 2011 | Tjuvarnas jul                                                                              | Stefan Roos och Per Simonsson                                                                                    | Stefan Roos och Per Simonsson                                           | 14 november 2012             | Pelle Magnestam                                          | Bolibompa                                                                        | Fick även en uppföljare i långfilmen Tjuvarnas jul – Trollkarlens dotter hösten 2014. |
| 2012 | Mysteriet på Greveholm – Grevens återkomst                                                 | Dan Zethraeus och Jesper Harrie                                                                                  | Dan Zethraeus och Jesper Harrie                                         | 13 februari/ 23 oktober 2013 | Peter Nyrell                                             | Bolibompa                                                                        | |
| 2013 | Barna Hedenhös uppfinner julen                                                             | Oskar Mellander och Jonathan Sjöberg baserat på verk av Bertil Almqvist                                          | Oskar Mellander och Jonathan Sjöberg baserat på verk av Bertil Almqvist | 5 november 2014              | NAIVE AB/ Emil Maxén Carl-Johan Listherby, Linus Kullman | Bolibompa                                                                        | Detta år bytte papperskalenderns omslag utseende. |
| 2014 | Piratskattens hemlighet                                                                    | Sofie Forssman och Ida Kjellin                                                                                   | Anna Zackrisson                                                         | 5 oktober 2015               | Lisa Holmqvist                                           | Philomène Grandin                                                                | |
| 2015 | Tusen år till julafton                                                                     | Erik Haag och Lotta Lundgren                                                                                     | Karin af Klintberg                                                      | –                            | North Kingdom                                            | Bolibompa                                                                        | Spin-off från TV-serien Historieätarna. |
| 2016 | Selmas saga                                                                                | Per Simonsson och Stefan Roos                                                                                    | Per Simonsson och Stefan Roos                                           | 2 oktober 2017               | Ustwo                                                    | Markus Granseth                                                                  | |
| 2017 | Jakten på tidskristallen                                                                   | Tord Danielsson och Oskar Mellander                                                                              | Tord Danielsson och Oskar Mellander                                     | –                            | Andreas Bennwik                                          | Markus Granseth                                                                  | |
| 2018 | Storm på Lugna gatan                                                                       | Adrian Boberg, Marja Nyberg och Lina Åström                                                                      | Emma Bucht                                                              | 7 oktober 2019               | Marja Nyberg                                             | Markus Granseth, Ylva Hällen                                                     | |
| 2019 | Panik i tomteverkstan                                                                      | Fredde Granberg, Thomas Claesson                                                                                 | Fredde Granberg, Thomas Claesson                                        | 7 december 2020              | Johan Andreasson                                         | Markus Granseth, Erik Ekstrand                                                   | Fick även en uppföljare med TV-serien Mer panik i tomteverkstan. |
| 2020 | Mirakel                                                                                    | Peter Arrhenius, Sara Young och Fredrik Agetoft                                                                  | Carl Åstrand                                                            | 4 oktober 2021               | Elin Jonsson Ulrika Malm (foto)                          | Markus Granseth, Erik Ekstrand                                                   | Detta år ändrades papperskalenderns utseende på omslaget. |
| 2021 | En hederlig jul med Knyckertz                                                              | Anders Sparring                                                                                                  | Leif Lindblom                                                           | 24 oktober 2022              | Per Gustavsson                                           | Markus Granseth                                                                  | Fick även en uppföljare i långfilmen Knyckertz och snutjakten. |
| 2022 | Kronprinsen som försvann                                                                   | Mattias Grosin, Linn Mannheimer och Isabelle Riddez                                                              | Tord Danielsson                                                         |                              | Rikard Häll                                              | Markus Granseth                                                                  | |
| 2023 | Trolltider – legenden om bergatrollet                                                      | Ola Norén och Roland Ulvselius                                                                                   | Lisa Farzaneh                                                           | 4 november 2024              | Amanda Karlsson                                          | Markus Granseth                                                                  | Uppföljare på Trolltider från 1979 |
| 2024 | Snödrömmar                                                                                 | Jonas Wallerström, Inger Scharis, Oskar Östergren Njajta, Annica Wennström, Jacob Seth Fransson och Aida Wondimu | Jacob Seth Fransson och Jonas Wallerström                               |                              | Inga-Wiktoria Påve                                       | Malin Olsson Marit Kuhmunen                                                      | Hade samiskt tema Papperskalendern fick en ny design |
| 2025 | Tidstjuven                                                                                 | Carl Åstrand och Daniel Karlsson                                                                                 | Carl Åstrand                                                            |                              |                                                          |                                                                                  | |
| År   | Titel                                                                                      | Manus | Regi                                                                    | DVD-utgåva                   | Tecknare av papperskalendern                             | Lucköppnare                                                                      | Anmärkningar |

## Andra julkalenderprogram i Sveriges Television
Utöver de ovan listade barnprogramsjulkalendrarna, som följer en gemensam tradition, har SVT ibland också visat julkalenderprogram för en vuxnare publik. Den animerade kalendern Rim och reson från 2011 och Tomtens minnesluckor som visades 2019 är exempel på sådana.
SVT har även producerat julkalendrar på några av Sveriges nationella minoritetsspråk som Tomten på Luppioberget från 2019 som spelades in på svenska och meänkieli, och även dubbat några av julkalendrarna till Sveriges minoritetsspråk, såsom Selmas saga och Superhjältejul.
1988 visade SVT julkalender I julens tecken på svenskt teckenspråk och tal och 1989 Julexpressen, som gavs ut av Sveriges Dövas Riksförbund. Dessa två har sedan dess gått i repris några gånger och från och med 2009 har SVT teckentolkat sina egna julkalendrar och visade 2015 julkalendern Önskelistan på SVT Play, Barnkanalens hemsida Teckenkul och sociala medier.

### Utländska julkalendrar i SVT
Förutom kalendrar som producerats i Sverige har SVT även ibland köpt in utländska julkalendrar från de andra nordiska länderna och visat dem i dubbad version eller med svensk text. Kalendrarna visas ibland som riktiga julkalendrar, det vill säga dagligen från 1 december till den 24, och ibland som vanliga TV-serier på andra, oregelbundna tider.
| Produktionsår | Premiär på SVT   | Titel                            | Originaltitel                    | Land (bolag)   | Not |
| ------------- | ---------------- | -------------------------------- | -------------------------------- | -------------- | --- |
| 1978          | 3 december 1979  | Fru Pigalopp och julposten       | Fru Pigalopp og juleposten       | Danmark (DR)   | Visades i 15 avsnitt |
| 1994          | 1 december 1997  | Hur julen kom till jorden        | Jól á leið til jarðar            | Island (RÚV)   | Visades dagligen fram till 24 december |
| 1998          | 8 oktober 2000   | Den vita haren                   | ―                                | Finland (Yle)  | Finlandssvensk kalender som visades i 12 avsnitt med det sista avsnittet 24 december                                                               |
| 2003          | 1 december 2006  | Jesus & Josefine                 | Jesus & Josefine                 | Danmark (TV 2) | Visades dagligen fram till 24 december |
| 2005          | 1 december 2007  | Jul i Valhalla                   | Jul i Valhal                     | Danmark (TV 2) | Visades dagligen fram till 24 december |
| 2006          | 1 december 2008  | Absalons hemlighet               | Absalons Hemmelighed             | Danmark (DR)   | Visades dagligen fram till 24 december |
| 2006          | 1 december 2008  | Jul i Svingen                    | Jul i Svingen                    | Norge (NRK)    | I januari 2008 visades de första 7 avsnitten under namnet Vinter i Svingen I december samma år sändes hela serien dagligen från 1 till 24 december |
| 2009          | 17 december 2011 | Pakten                           | Pagten                           | Danmark (DR)   | Visades dagligen fram till 9 januari nästa år |
| 2012          | 23 december 2013 | Julkungen                        | Julekongen                       | Norge (NRK)    | Visades dagligen fram till 17 januari nästa år |
| 2014          | 7 december 2016  | Tidsresan                        | Tidsrejsen                       | Danmark (DR)   | Visades fram till 11 januari nästa år |
| 2016          | 4 december 2017  | Snöfall                          | Snøfall                          | Norge (NRK)    | Visades fram till 24 januari nästa år |
| 2016          | 12 december 2018 | Den andra världen                | Den anden verden                 | Danmark (DR)   | Visades i 12 avsnitt på SVT Play |
| 2021          | 1 november 2022  | Kristianias magiska tivoliteater | Kristiania magiske tivolitheater | Norge (NRK)    | Visades dagligen fram till 24 november på SVT Play                                                                                                 |

## Datorspel
Mysteriet på Greveholm från 1996 blev den första julkalendern där ett datorspel med samma namn baserat på kalendern gavs ut på CD i samband med att julkalendern visades på TV. Spelet gavs ut av Young Genius och blev så populärt att två uppföljare producerades, Mysteriet på Greveholm 2: Resan till Planutus (1998) och Mysteriet på Greveholm 3: Den gamla legenden (2000). Sedan dess har ett flertal datorspel baserade på julkalendrar producerats genom åren.
I samband med När karusellerna sover från 1998 utkom ett datorspel med samma namn utvecklat av Young Genius som kommande år åter anlitades för att göra spel att utveckla och distribuera datorspel baserade på julkalendrarna Julens hjältar, Ronny & Julia och Kaspar i Nudådalen.
2002 började Pan Vision distribuera datorspel baserade på årets julkalender. 2008 rapporterade Pan Vision att de skulle sluta distribuera datorspel baserade på julkalendern av flera orsaker men dels för att det inte längre var lönsamt.
North Kingdom lanserade 2013 spelet Sagogrynets resa som bygger på julkalendern Barna Hedenhös uppfinner julen och följde upp med Aquilas äventyr efter Piratskattens hemlighet 2014 och Tusen år till julafton efter julkalendern med samma namn 2015.
Flera av dessa spel har också funnits tillgängliga på Barnkanalens hemsida. 7 december 2020 valde SVT att ta bort större delen av sina spel från hemsidan eftersom Flash, programvaran som spelen kördes på, hade tagits ur bruk från de flesta webbläsarna.
SVT har även lanserat egna mobilspel som exempelvis Selmas saga och Gorbis robotlabb.